# Стрільба на літніх Олімпійських іграх 1924
Змагання зі стрільби на літніх Олімпійських іграх 1924 в Парижі тривали з 23 червня до 9 липня. Змагалися лише чоловіки. Розіграно 10 комплектів нагород. Змагання зі стрільби серед команд на Олімпійських іграх відбулися востаннє.

## Медальний залік
| Дисципліна                                                       | Золото                                                                                   | Срібло                                                                                      | Бронза                                                                                              |
| ---------------------------------------------------------------- | ---------------------------------------------------------------------------------------- | ------------------------------------------------------------------------------------------- | --------------------------------------------------------------------------------------------------- |
| Швидкісний пістолет                                              | Генрі Бейлі (USA)                                                                        | Вільгельм Карлберг (SWE)                                                                    | Леннарт Ганнеліус (FIN)                                                                             |
| Гвинтівка лежачи                                                 | П'єр Кокелен де Лісль (FRA)                                                              | Маркус Дінвідді (USA)                                                                       | Йосіас Гартманн (SUI)                                                                               |
| Довільна гвинтівка, 600 метрів                                   | Морріс Фішер (USA)                                                                       | Карл Осберн (USA)                                                                           | Нільс Ларсен (DEN)                                                                                  |
| Довільна гвинтівка серед команд                                  | США (USA) Реймонд Колтер Джозеф Крокетт Морріс Фішер Сідні Гайндс Волтер Стокс           | Франція (FRA) Поль Коля Альбер Куркен П'єр Арді Жорж Ру Еміль Рюмо                          | Гаїті (HAI) Людовік Огюстен Дестен Дестін Елуа Метюллюс Астрель Роллан Людовік Вальборж             |
| Олень, що біжить, одиничними пострілами, 100 метрів              | Джон Боулс (USA)                                                                         | Сіріл Макворт-Прейд (GBR)                                                                   | Отто Ольсен (NOR)                                                                                   |
| Олень, що біжить, одиничними пострілами серед команд, 100 метрів | Норвегія (NOR) Ейнар Ліберґ Оле Лілле-Ольсен Гаралд Натвіґ Отто Ольсен                   | Швеція (SWE) Отто Гультберґ Моріц Юганссон Фредерік Ланделіус Альфред Сван                  | США (USA) Джон Боулс Реймонд Колтер Денніс Фентон Волтер Стокс                                      |
| Олень, що біжить, подвійними пострілами, 100 метрів              | Оле Лілле-Ольсен (NOR)                                                                   | Сіріл Макворт-Прейд (GBR)                                                                   | Альфред Сван (SWE)                                                                                  |
| Олень, що біжить, подвійними пострілами серед команд, 100 метрів | Велика Британія (GBR) Сіріл Макворт-Прейд Філіп Нім Герберт Перрі Аллен Вітті            | Норвегія (NOR) Ейнар Ліберґ Оле Лілле-Ольсен Гаралд Натвіґ Отто Ольсен                      | Швеція (SWE) Аксель Екблом Моріц Юганссон Фредерік Ланделіус Альфред Сван                           |
| Трап                                                             | Дьюла Халаші (HUN)                                                                       | Конрад Губер (FIN)                                                                          | Френк Г'юз (USA)                                                                                    |
| Трап серед команд                                                | США (USA) Фредерік Етчен Френк Г'юз Семюел Шермен Вільям СілквортДжон Ноел Кларенс Платт | Канада (CAN) Джордж Бітті Джон Блек Роберт Монтґомері Семюел ВансВільям Барнс Семюел Ньютон | Фінляндія (FIN) Вернер Екман Конрад Губер Роберт Губер Тойво ТікканенҐеорґ Нордблад Маґнус Веґеліус |

## Країни-учасниці
Змагалися 258 стрільців з 27-ми країн:
- Аргентина (8)
- Австрія (6)
- Бельгія (14)
- Бразилія (1)
- Канада (6)
- Чехословаччина (18)
- Данія (7)
- Єгипет (1)
- Фінляндія (15)
- Франція (22)
- Велика Британія (22)
- Греція (7)
- Гаїті (5)
- Угорщина (7)
- Італія (14)
- Мексика (2)
- Монако (4)
- Нідерланди (11)
- Норвегія (13)
- Польща (7)
- Португалія (8)
- Румунія (5)
- Південно-Африканська Республіка (7)
- Іспанія (1)
- Швеція (19)
- Швейцарія (7)
- США (21)

## Таблиця медалей
| Місце               | Країна                | Золото | Срібло | Бронза | Загалом |
| ------------------- | --------------------- | ------ | ------ | ------ | ------- |
| 1                   | США (USA)             | 5      | 2      | 2      | 9       |
| 2                   | Норвегія (NOR)        | 2      | 1      | 1      | 4       |
| 3                   | Велика Британія (GBR) | 1      | 2      | 0      | 3       |
| 4                   | Франція (FRA)         | 1      | 1      | 0      | 2       |
| 5                   | Угорщина (HUN)        | 1      | 0      | 0      | 1       |
| 6                   | Швеція (SWE)          | 0      | 2      | 2      | 4       |
| 7                   | Фінляндія (FIN)       | 0      | 1      | 2      | 3       |
| 8                   | Канада (CAN)          | 0      | 1      | 0      | 1       |
| 9                   | Гаїті (HAI)           | 0      | 0      | 1      | 1       |
| 9                   | Данія (DEN)           | 0      | 0      | 1      | 1       |
| 9                   | Швейцарія (SUI)       | 0      | 0      | 1      | 1       |
| Загалом (11 збірна) | Загалом (11 збірна)   | 10     | 10     | 10     | 30      |